# Kerjenets
La Kerjenets (en russe : Керженец) est une rivière de l'oblast de Nijni Novgorod, en Russie, et un affluent de la rive gauche de la Volga.

## Géographie
Elle est longue de 290 km et draine un bassin versant de 6 140 km2.
La Kerjenets se jette dans la Volga à la hauteur du réservoir de Tcheboksary, près de la ville de Lyskovo, à 70 km environ à l'est de Nijni Novgorod.

## Histoire
Après le Raskol des années 1660 au sein de l'Église orthodoxe russe, les rives densément boisées des Kerjenets devinrent le refuge de nombreux vieux-croyants. Leurs colonies, appelées skites de Kerjenets (en russe : Керженские скиты), restèrent nombreuses jusqu'au XIXe siècle, et les habitants eux-mêmes étaient connus sous le nom de Kerzhaks (Кержаки).
Selon une légende des vieux croyants, la plus ancienne skite, la skite Olenevsky (en russe : Оленевский скит, c'est-à-dire « la skite du cerf »), aurait été fondée au XVe siècle par des disciples du moine Macaire de l'Ounja pour commémorer le miracle qui s'est produit à cet endroit par leur fondateur, et aurait plus tard rejoint les vieux croyants.
L'ancienne skite est aujourd'hui le village de Bolshoye Olenevo, situé à environ 24 km au sud-est de la capitale du district, Semyonov.